# D49 (Tsjechië)
De Dálnice 49 of (D49) is een deels nog in aanbouw zijnde autosnelweg in Tsjechië die zal lopen van de D1 naar de grens met Slowakije (aansluiting via de R6 met de D1). De geplande lengte is 59 kilometer. De bouw van het deel Hulín - Fryšták (17 kilometer) begon in 2021. Op 19 december 2024 werden de eerste 10 kilometer geopend tussen Hulín en Holešov.
D 0 ·
D 1 ·
D 2 ·
D 3 ·
D 4 ·
D 5 ·
D 6 ·
D 7 ·
D 8 ·
D 10 ·
D 11 ·
D 35 ·
D 43 ·
D 46 ·
D 48 ·
D 49 ·
D 52 ·
D 55 ·
D 56